# Estación Florida (Mitre)
Florida es una estación ferroviaria ubicada en la localidad homónima, en el partido de Vicente López, zona norte del Gran Buenos Aires, provincia de Buenos Aires. Se trata de una estación intermedia del Ramal Retiro-Mitre de la línea Mitre.
Su construcción marcó el origen del barrio de Florida, debido a que trajo consigo la radicación de pobladores, casas quintas, y residencias para los empleados del ferrocarril. Su arquitectura es de un marcado estilo victoriano, al igual que muchas estaciones de tren construidas en aquella época en el Gran Buenos Aires.

## Historia
En 1887 el presidente de la Nación el Dr. Miguel Juárez Celman, le otorgó a Emilio Nouguier la concesión de un ramal ferroviario a construir entre la estación Belgrano R (Ferrocarril de Buenos Aires a Rosario) y el pueblo de Las Conchas (Tigre). La nueva empresa se denominó “Compañía Nacional de Ferrocarriles Pobladores” e inició su cometido adquiriendo tierras en los lugares donde se construirían las estaciones del nuevo ramal.
Sin embargo, hacia fines de 1889 se detuvieron los trabajos de construcción ante las dificultades que tenía la empresa para obtener créditos y el ramal termina pasando a manos del Ferrocarril de Buenos Aires a Rosario. La estación Florida se inauguró el 1 de febrero de 1891, junto con las estaciones Coghlan, Luis María Saavedra y Bartolomé Mitre.
El 7 de mayo de 1891 se aprueba por decreto oficial el trazado de calles y manzanas solicitado por la Compañía de Ferrocarriles Pobladores y esa fecha se ha tomado como la del nacimiento oficial del barrio de Florida. Entre 1895 y 1915, la Compañía de los Ferrocarriles Pobladores y el Banco Francés, propietarios de tierras en la zona, procedieron al loteo y remate de las mismas.